# Ingo Zamperoni
Ingo Antonio Zamperoni (Wiesbaden, 3 maggio 1974) è un giornalista con la doppia cittadinanza italo-tedesca.

## Biografia
Figlio di madre tedesca e padre italiano, si diploma alla Herderschule di Francoforte sul Meno. Appena diplomato, svolge per un anno il servizio civile. Fra il 1994 e il 1999 studia americanistica, giurisprudenza e storia a Costanza, Berlino e Boston.
Svolge poi una forma di lavoro simile all'apprendistato presso la Norddeutscher Rundfunk (NDR). Nel 2002 a NDR Fernsehen, il canale regionale che viene trasmesso ad Amburgo, in Meclemburgo-Pomerania Anteriore, Bassa Sassonia e Schleswig-Holstein per cui firma in qualità di autore o realizza servizi per le edizioni nazionali di Tagesschau e Tagesthemen. Inizia la carriera di conduttore col telegiornale regionale delle 19:30, NDR aktuell e con le sostituzioni dei conduttori, nel periodo estivo, della trasmissione Weltbilder, rotocalco dedicato alle mete estere.
Dal 5 marzo 2007 sostituisce Anja Bröker come conduttore di Nachtmagazin su ARD, di cui si occupa per anni alternandosi, settimanalmente, con Gabi Bauer.
Dal 2012 passa alla conduzione di Tagesthemen, il principale telegiornale tedesco su ARD.
Da ottobre 2016, Ingo Zamperoni è il condutture televisivo dell'ARD Tagesthemen.

## Popolarità
La sera del 28 giugno 2012, tra il primo e il secondo tempo della semifinale dei campionati europei di calcio tra Italia e Germania (in quel momento condotta dall'Italia per 2-0), Zamperoni terminò con questa dichiarazione l'edizione del telegiornale da lui condotta:
Ciò gli procurò una grande popolarità, anche al di fuori della Germania.

## Impegno civile
Dal 2007, Ingo Zamperoni è ambasciatore di Save the Children, per cui supporta i progetti di scolarizzazione dei bambini che vivono in zone di guerra.